# Steven Beller
Steven Beller (geboren 17. November 1958 in London) ist ein britisch-US-amerikanischer Historiker.

## Leben
Steven Beller ist ein Sohn der Österreicherin Hermine Beller und des US-Amerikaners Milton Beller. Er wuchs in Maidenhead in England auf und hat sowohl die britische als auch die US-amerikanische Staatsbürgerschaft. Er machte einen B.A. 1981 und einen M.A. 1985 in Geschichte am Jesus College, Universität Cambridge. Beller war anschließend Research Fellow am Peterhouse und wurde dort 1986 promoviert.
1989 zog er in die USA und forschte 1992 am Woodrow Wilson International Center for Scholars, Washington, D.C. Von 1993 bis 1994 war er Mitglied des Instituts für Höhere Studien in Princeton. Er arbeitet seither freiberuflich. Er war mehrfach Visiting Fellow in Wien und Linz. Er hielt Vorlesungen zu moderner europäischer und moderner jüdischer Geschichte am University College London, der Georgetown University, der American University und der George Washington University.
Beller ist Mitglied der American Historical Association. 1994 erhielt er den österreichischen Karl-von-Vogelsang-Staatspreis für Geschichte der Gesellschaftswissenschaften.
Beller ist mit Esther Brimmer verheiratet, sie haben ein Kind.

## Schriften (Auswahl)
- Vienna and the Jews, 1867–1938. A cultural history. Cambridge : Cambridge University Press, 1989, ISBN 0-521-35180-4
  - Wien und die Juden : 1867–1938. Übersetzung Marie Therese Pitner. Wien : Böhlau, 1993
- Herzl. New York : Grove Weidenfeld, 1991
  - Herzl. Übersetzung Rita Koch, Sigrid Szabo. Wien : Eichbauer, 1996, ISBN 978-3-901699-00-9
- Francis Joseph. New York : Longman, 1996
  - Franz Joseph : eine Biographie. Übersetzung Ulrike Döcker. Wien : Döcker, 1997, ISBN 978-3-85115-243-2
- A Concise History of Austria. Cambridge : Cambridge University Press, 2006, ISBN 978-0-521-47305-7
  - Geschichte Österreichs. Übersetzung Susi Schneider. Wien : Böhlau, 2007, ISBN 978-3-205-77528-7
- Was nicht im Baedeker steht: Juden und andere Österreicher im Wien der Zwischenkriegszeit. Wien : Picus, 2008, ISBN 978-3-85452-536-3
- Antisemitism: A Very Short Introduction. Oxford : Oxford University Press, 2007
  - Antisemitismus. Übersetzung Christian Wiese. Stuttgart : Reclam, 2009, ISBN 978-3-15-018643-5
- (Hrsg.): Rethinking Vienna 1900. New York : Berghahn Books, 2012
- Democracy: All that matters. London : Hodder & Stoughton, 2013
- The Habsburg Monarchy 1815–1918. Cambridge : Cambridge University Press, 2018